# Yulianna Shukina
Yulianna Shukina (* 17. September 2005) ist eine usbekische Leichtathletin, die sich auf den Diskuswurf spezialisiert hat.

## Sportliche Laufbahn
Ihren ersten internationalen Wettkampf bestritt Yulianna Shukina im Jahr 2024, als sie bei den U20-Asienmeisterschaften in Dubai mit einer Weite von 44,20 m den sechsten Platz im Diskuswurf belegte und auch im Kugelstoßen mit 11,78 m auf Rang sechs landete.
2022 wurde Shukina usbekische Meisterin im Diskuswurf.